# Horvai György
Horvai György (Budapest, 1949. január 14. –) Széchenyi-díjas magyar vegyészmérnök, egyetemi tanár, a Magyar Tudományos Akadémia rendes tagja. Kutatási területe az ionszelektív elektródok, valamint az áramló oldatos elektromechanikai méréstechnikák. 1997 és 2004 között a Budapesti Műszaki Egyetem (2000-től Budapesti Műszaki és Gazdaságtudományi Egyetem) tudományos és nemzetközi ügyekért felelős rektorhelyettese.

## Életpályája
1968-ban kezdte meg egyetemi tanulmányait a Budapesti Műszaki Egyetem Vegyészmérnöki Karán, ahol 1973-ban szerzett mérnöki diplomát. Ezenkívül 1979-ben szerzett alkalmazott matematikusi diplomát az Eötvös Loránd Tudományegyetem Természettudományi Karán. Vegyészmérnöki diplomájának megszerzése után a BME általános és analitikai kémiai tanszékén kezdett el oktatni, majd az oktatói beosztási rendet végigvárja 1991-ben kapta meg egyetemi tanári kinevezését. Közben 1990-ben a tanszék helyettes vezetője lett, majd 1994-ben átment az újonnan kialakított kémiai informatikai tanszékre, amelynek vezetésével is megbízták. 1997-ben megválasztották az egyetem tudományos és nemzetközi ügyekért felelős rektorhelyettesévé, amely tisztségét az egyetem 2000-ben történt átszervezésekor is megtartott egészen 2004-ig. A kémiai informatika tanszéken 2005-ig oktatott, majd visszatért korábbi tanszékéhez (amely addigra felvette a szervetlen és analitikai kémiai tanszék nevet), szintén tanszékvezetői minőségben. 1995-ben a turkui Abo Akademi Egyetem vendégprofesszora volt. 1997 és 2000 között Széchenyi professzori ösztöndíjas volt.
1980-ban védte meg a kémiai tudomány kandidátusi, 1991-ben akadémiai doktori értekezését. Az MTA Analitikai Kémiai Bizottságának lett tagja. 2001-ben a Magyar Tudományos Akadémia közgyűlésének doktori képviselője lett, majd az akadémia elnökségébe is bekerült. 2007-ben az akadémia levelező, 2013-ban rendes tagjává választotta. Közben a Környezeti Kémiai Bizottságnak is tagja lett. Akadémiai tisztségei mellett a Magyar Kémikusok Egyesülete tagja, illetve az analitikai szakosztály alelnöke, valamint a Nemzetközi Elméleti és Alkalmazott Kémiai Szövetség (IUPAC) magyar nemzeti bizottságának titkára.

## Munkássága
Fő kutatási területei az ionszelektív elektródok, valamint az áramló oldatos  elektromechanikai méréstechnikák.
Nevéhez fűződik a folyadékmembrán alapú ionszelektív elektródok  működési alapjának feltárása, ami hosszú időn át megoldhatatlannak látszó  tudományos probléma volt. Részletesen kidolgozta az  áramlóoldatos méréstechnikákkal kapcsolatos elméleti kérdéseket, amelyet négy cikkben írt le. Az elmélethez kapcsolódó gyakorlati alkalmazásokat több szabadalommal biztosította. A 2000-es években kezdett el foglalkozni a molekuláris lenyomatú  polimerek kutatásával. Nemzetközileg is jelentős eredménye a molekulák  határfelületi orientációs statisztikájára kidolgozott módszere (Phys.  Chem. Chem. Phys. 6 [2004] 1874). E módszer alkalmazója többek között Ahmed Zewail.
Közel száztíz tudományos publikáció szerzője vagy társszerzője. Ebből több gyűjteményes kötet és tankönyv. Közleményeit elsősorban angol és magyar nyelven publikálja.

## Díjai, elismerései
- kiváló feltaláló
- Akadémiai Díj (1987)
- A Magyar Köztársasági Érdemrend tisztikeresztje (2008)
- Széchenyi-díj (2010)

## Főbb publikációi
- Evaluation of some Commercial Lead(II)-selective Electrodes (társszerzőkkel, 1976)
- Injection Techniques in Dynamic Flow-through Analysis with Electroanalytical Sensors (társszerzőkkel, 1979)
- The Application of Electroanalytical Detectors in COntinuous Flow  Analysis (társszerzőkkel, 1980)
- Neutral Carrier Potassium-selective Electrodes with Low Resistances (társszerzőkkel, 1985)
- Plasticized Polyvinyl-chloride Properties and Characteristics of Valinomycin Electrodes 1–2. (társszerzőkkel, 1986)
- Properties of PVC Based Membranes Used in Ion-selective Electrodes (társszerzőkkel, 1990)
- Enantiomer-selectivity of Ion-selective Electrodes Based on a Chiral Crown-ether Ionophore (társszerzőkkel, 1997)
- Chemical and Biological Sensors and Analytical Electrochemical Methods (társszerk., 1997)
- In Situ Monitoring of Aquatic Systems: Chemical Analysis and Speciation (társszerk., 2000)
- Selective Trace Enrichment of Chlorotriazine Pesticides from Natural Waters and Sediment Samples Using Terbuthylazine Molecularly Imprinted Polymers (társszerzőkkel, 2000)
- Sokváltozós adatelemzés (kemometria) (szerk., 2001)
- Full Description of the Orientational Statistics of Molecules Near to Interfaces. Water at the Interface with CCl4 (társszerzőkkel, 2004)
- Elemző kémia (2007)